# Borisz Mikolajovics Ljatosinszkij
Borisz Mikolajovics Ljatosinszkij, ukránul Бори́с Микола́йович Лятоши́нський (Zsitomir, 1895. január 3. / régi naptár szerint 1894. december 22. – Kijev, 1968. április 15.) ukrán zeneszerző, karmester, tanár.

## Élete

### Családja és gyermekkora
1895. január 3-án született az akkor az Orosz Birodalomhoz tartozó ukrajnai Zsitomirban. Szülei mindketten képzett és zenéhez értő emberek voltak; a fiuk otthoni oktatásban részesült. Borisz gyermekkora alatt a Ljatosinszkij család különböző ukrajnai városokban élt. Apja, Mikola Leontyijovics Ljatosinszkij történelemtanár volt, aki pályafutása során Zsitomirban, Nemirivben, Kijevben és Zlatopilban tanított. Ljatosinszkij anyja, Olha Boriszovna zongorán játszott és énekelt. Borisznak volt egy Nyina nevű nővére.
A család nagy becsben tartotta a lengyel irodalmat és történelmet; Borisz gyermekként sokat olvasott, főleg Henryk Sienkiewicz és Stefan Żeromski történelmi és romantikus műveit. Korai zeneműveit Borisz Jaksza Ljatosinszkij névvel szignózta, felhasználva egy lengyel lovag nevét, aki a grünwaldi csatában harcolt. Legkorábbi művei között találhatók mazurkák, keringők és egy Chopin-szerű scherzo, amelyek alig hasonlítanak későbbi kompozícióihoz. A család lengyel ága miatt Ljatosinszkij műveinek jó részében központi helyen állnak a lengyel témák. Zsitomir, a  Volhíniai kormányzóság – jelentős számú lengyel kisebbség által lakott – járásának kulturális és igazgatási központja volt. Borisz első zenetanára is lengyel származású volt.
Ljatosonszkij 1913-ban végezte el a zsitomiri gimnáziumot. Emlékezéseiben azt írta, hogy az iskolában valódi érdeklődés támadt benne a zene iránt; jól hegedült és megírta első zeneműveit, többek között egy zongorakvarttettet. Az eredetiséget nem mutató darabok elárulták zenei tehetségét, ezért apja támogatta zeneszerzői tevékenységét. Zlatopolban Ljatosinszkij zongoraleckéket vett egy tanártól, akire utóbb meleg hangon emlékezett vissza. 1914-ben ismerte meg jövendő feleségét, Margarita Carevicset.

### Diákévei
A zenetudósok korábban úgy gondolták, hogy Ljatosinszkij első műve egy mazurka volt, amit 1910. január 20-án, 15 éves korában írt. Valójában Ljatosinszkij az 1910-es években 31 különböző műfajú darabot szerzett, amelyek korábbi életrajzírói nem ismertek; ezek közül 20-at 2007-ben fedeztek fel.
1913-ban Ljatosinszkij apja tanácsára beiratkozott a kijevi egyetem jogi karára. Amikor zongorakvartettjét nyilvánosan előadták az apja születésnapja alkalmából, a helyi sajtó dicsérte a darabot annak ellenére, hogy azok számára, aki hallgatták, a zongora túl domináns volt. Ljatosinszkij családja úgy döntött, hogy felkérik Reingold Glière zeneszerzőt, az újonnan megnyitott kijevi konzervatórium igazgatóját és tanárát, hogy zeneszerzésre tanítsa a fiatalembert. Az anya elvitte Glière-nek a kvartett paritúráját, és Glière beleegyezett az óraadásba. Fennmaradt egy levelezőlap, amelyen Glière meghívja Ljatosinszkijt az első órára. (Glière halála után Ljatosinszkij befejezte és hangszerelte tanára hegedűversenyét, és 1964-ben a Lírikus költemény-t az ő emlékének ajánlotta.) Ljatosinszkij korai műveinek stílusát családja, tanárai és jövendőbeli felesége, Margarita Carevics befolyásolták. Jövendőbelijének 1914 és 1916 között írt leveleiben leírta első gondolatatit a zeneszerzésről.
Ljatosinszkij beiratkozott a konzervatóriumba, ahol 1918-ban végzett. Következő évben a konzervatóriumban kapott állást a zeneszerzés tanáraként. Diákévei alatt írta 1. vonósnégyesét (1915) és 1. szimfóniája (1913–1919) Ihor Szavcsuk és Tetyana Homon muzikológusok szerint korai zongoradarabjai közül talán a Gyászprelúdium a legtragikusabb, amelyet 1920. december 19-én, apja halálának napján írt.
Életének ebben az időszakában Csajkovszkij, Glazunov és Szkrjabin hatott rá. Akkoriban az Orosz Birodalomban sok fiatal zeneszerző gondolta azt, hogy Szkrjabin kísérletei fordulópontot jelentenek a zenében. Ljatosinszkij 1. zongoratriója (1922) hegedűre, csellóra és zongorára dinamikusabb és bonyolultabb előző munkáinál.

### A kijevi konzervatóriumban
1922 és 1925 között Ljatosinszkij zeneszerzést tanított a kijevi konzervatóriumban, emellett megszervezte és vezette az Ukrán Kortárs Zenei Társaságot. 1935-ben professzorrá nevezték ki. Az 1920-as években a kommunista bárt bevezette a „korenizáció” politikáját, amely az őshonos kultúrák támogatása által próbálta aláásni az imperialistának tekintett uralmat. A „korenizáció” (gyökeresítés, nativizálás) olyan kulturális légkört teremtett, amely kísérletezésre és újításra ösztönözte Ljatosinszkijt és kortársait.
Az 1920-as évek első felében Ljatosinszkij főleg kamarazenét szerzett hegedűre és zongorára, olyan műveket mint például a 2. vonósnégyes, Trió zongorára, hegedűre és csellóra és két zongoraszonátát. Ezen kívül dalokat is írt, néhányat régi kínai költők verseire. egy hét zongoradarabból álló sorozatot (1925), zongoraszonátákat (1924 és 1925).
Az 1920-as évek során Ljatosinszkij írt egy sor románcot Heinrich Heine, Konsztantyin Balmont, Paul Verlaine, Oscar Wilde, Edgar Allan Poe, Percy Shelley, Maurice Maeterlinck verseire (1922–1924). További művei a Szonáta hegedűre és zongorára (1924) és a 3. vonósnégyes- Aranygyűrű című operája (1929), amely Ivan Franko regényén alapul, az ukránok harcát írja le a mongol támadók ellen a 13. században. Úgy tartották, hogy az Aranygyűrű nem felelt meg a kommunista párt ideológiájának. Második operája, a Scsorsz (1937), Mikola Scsorsz ukrán kommunista történetén alapul, és az első világháború utáni konfliktusos időszakban játszódik. Az 1. zongoraszonátát 1926-ban kiadták Moszkvában. Ugyanebben az évben komponált egy ukrán népzenei motívumokon alapuló nyitányt; ez volt az első próbálkozása arra, hogy saját zenei stílusába beillessze az eredeti népi dallamokat. Az év júniusában Glière bemutatta Ljatosinszkij 1. szimfóniáját. (A művet Ljatosinszkij életében többet nem tűzték műsorra; a következő előadására 1970-ben került sor.)
1931–1932-ben írt egy zenekari szvitet. 1932 és 1939 között az Ukrajnai Zeneszerző Szövetségének elnökségi tagja volt. Az odesszai Opera- és Balettszínház megbízásából Tadzsikisztánba utazott, hogy tanulmányozza a népzenét és írjon egy balettet az ottani emberek életéről. 1932-ben írta meg Három dal tadzsik témákra című művét hegedűre és zongorára.

### A moszkvai konzervatóriumban
1935 és 1938, valamint 1941 és 1944 között Ljatosinszkij hangszerelést tanított a moszkvai konzervatóriumban. 1939-ben betöltötte az Ukrán Zeneszerzők Szövetségének elnöki tisztségét.
1933-ban a Szovjet Zeneszerzők Szövetségének elnöksége megbízta 2. szimfóniájának megírásával, amelyet több más ukrán zeneszerző művével együtt Moszkvában mutattak volna be. Ljatosinszkij hat hónapon át dolgozott a szimfónián 1934-ben. A művet még bemutatás előtt kritizálta a sajtó, és egyik kritikusa „üres, erőltetett” műnek nevezte. A Grigorij Ordzsonikidze halála miatt elrendelt nemzeti gyász miatt a bemutató elmaradt.

### Evakuálás Szaratovba
A második világháborúban, amikor a Szovjetuniót megtámadó német hadsereg Kijevet veszélyeztette, a moszkvai kormányzat azon dolgozott, hogy megvédje a város legfontosabb művészeti intézményeit és művészeit. A színházakat, zenekarokat és zeneszerzőket a Szovjetunió belsejébe evakuálták.
A moszkvai konzervatórium több karát a Volga melletti Szaratovba evakuálták, és Ljatosinszkij is oda került kollégáival együtt. Itt az ukrán nyelvű Tarasz Sevcsenko rádióadó a politikai beszédek mellett naponta játszotta Ljatosinszkij ukrán népzene-feldolgozásait. Szólóműveket és kamarazenét szerzett, amelyek közül az Ukrán kvintett zongorára és vonósokra (1942) kapcsán 1943-ban állami díjjal tüntették ki. További művei ebből az időszakból a 4. vonósnégyes (1943), egy vonósnégyesre írt, ukrán népi dallamokon alapuló szvit (1944), valamint egy szvit fafúvós hangszerekre (1944). Kapcsolatot teremtett és együtt dolgozott a helyi koncertterem és rádióbizottság vezetőivel. Irányítása alatt az ukrán zenei kéziratokat biztonságos helyre szállították.

### A második világháború után
1943 szeptemberében Ljatosinszkijt meghívták egy évre a moszkvai konzervatóriumba, de Kijev felszabadítása után, 1943. november 10-én az első repülőjárattal egy küldöttség tagjaként, Makszim Rilszkij, Mikola Bazsan és Mihajlo Derehusz társaságában visszautazott a városba.
A háború után több szimfonikus zenedarabot írt: Возз'єднання ([Újraegyesítés], 1949); Tarasz Sevcsenko szvit (1952); Szláv zongoraverseny (1953); На берегах Вісли ([A Visztula partján], 1958); a 3., 4. és 5. szimfóniát, valamint a Szláv nyitányt (1961). Az 1955-ben írt Grazsina, amelyet Adam Mickiewicz halálának 100. évfordulójára írt, a költő Grażyna című költeményén alapul, és hősnője Német Lovagrend ellen harcolt, A Lengyel szvitet (1961) barátjának, Grazyna Bacewicz, lengyel zeneszerzőnek és hegedűművésznek ajánlotta.
1948-ban amikor a „zenei formalizmust” ismét támadások érték, Ljatosinszkij 2. szimfóniáját nemzetellenesnek és formalistának minősítették. A Szovjetunió Kommunista Pártjának Központi Bizottsága szerint „Az ukrán zeneművészetben a nemzetellenes formalista irányzat elsősorban B. Ljatosinszkij zeneszerző műveiben nyilvánult meg. Ez a mű diszharmonikus, a zenekar indokolatlanul dübörgő hangjaival zsúfolt, amelyek lehangolják a hallgatót, dallam szempontjából pedig - a szimfónia szegényes és színtelen.” Miután a mű előadását betiltották, Ljatosinszkij ezt írta barátjának, Glière-nek: Zeneszerzőként halott vagyok, és nem tudom, mikor támadok fel.
A 3. szimfóniát évekig nem játszották közönség előtt. Natan Rahlin karmester elég bátor volt ahhoz, hogy egy teltházas matinén előadja. Ljatosinszkij Glière-nek írt levele szerint a zsúfolt terem szó szerint állva tapsolt. Mindazonáltal a zeneszerzőt azzal vádolták, hogy absztrakt módon értelmezi a békeharcot, és a szimfónia nem tükrözi a szovjet valóságot. A hruscsovi enyhülés idején Az aranygyűrű-t felújították, és Dmitro Szmolics rendezésében Lvivben műsorra tűzték.
Az 1960-as években Ljatosinszkijnak, aki akkor a Szovjet Zeneszerzők Szövetségének volt a tagja, megengedték,  hogy 'kulturális' utazásokat tegyen külföldön. Felesége társaságában többek között Ausztriában és Svájcban járt. Tagja volt a moszkvai nemzetközi Csajkovszkij verseny (1958 és 1962), a liège-i belga kvartettverseny (1956, 1959 és 1962) és a kijevi Mikola Liszenko Zenei Verseny (1965) zsűrijének. Az Ukrán Nemzeti Filharmónia művészeti igazgatójaként és az Ukrán Állami Rádióbizottság tagjaként tevékenykedett. Többször járt Lengyelországban a Varsói Zenei Ősz kortárs zenei fesztiválon. 1957 a Szovjet Zeneszerzők Szövetségének képviseletében Bulgáriába utazott a Mihail Glinka halálának 100. évfordulója alkalmából rendezett ünnepségekre.
Életének utolsó éveiben fejezte be Ünnepélyes nyitány-át (1967). 1968. április 15-én hunyt el, és a kijevi Bajkove temetőnek temették el. Sírjára utóbb mellszobrát állították fel.

## Díjai, kitüntetései, elismerései

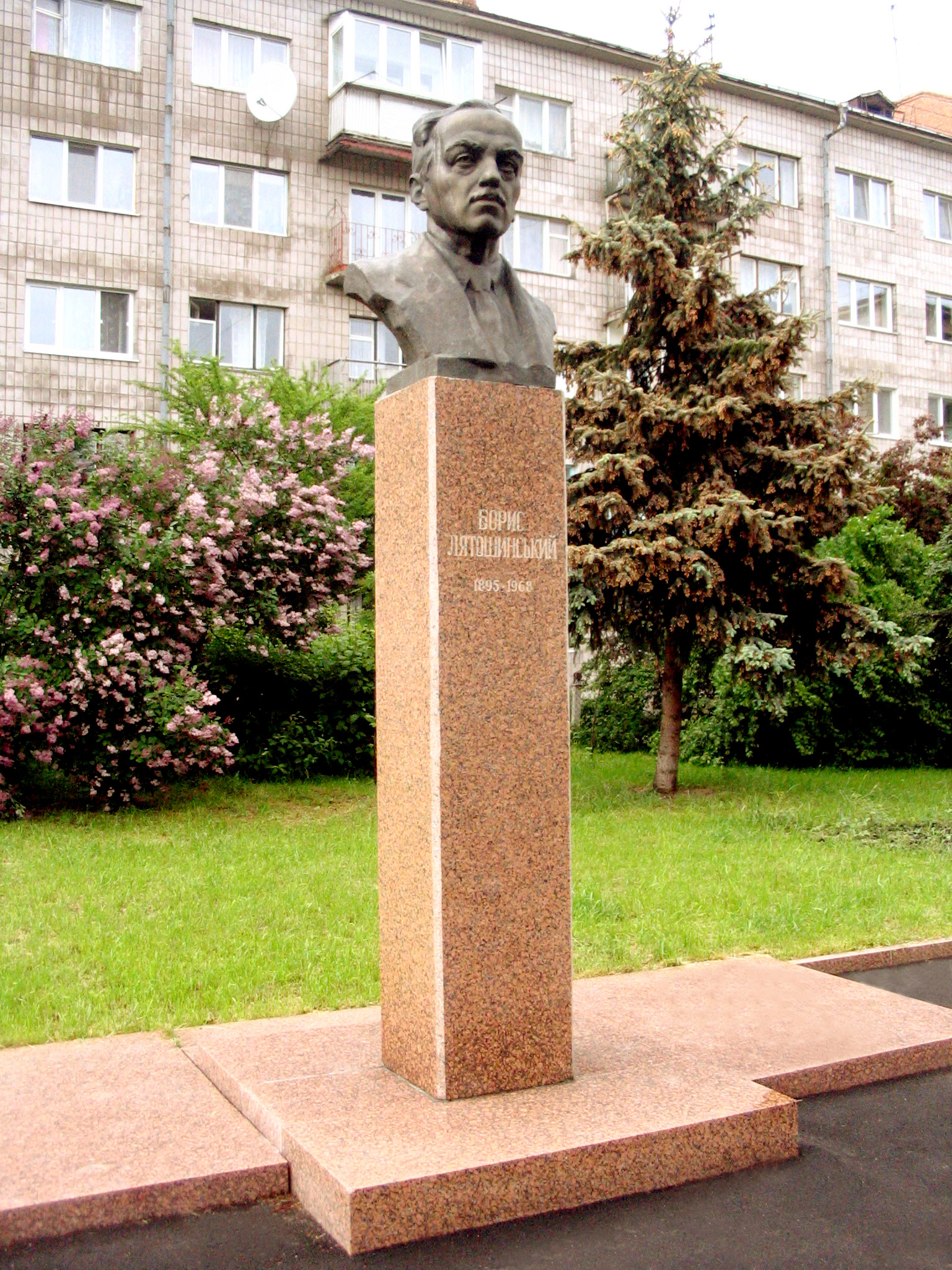
Emlékműve Zsitomirban

- A Szovjetunió népi művésze(1945)[2]
- Sztálin-díj  az Ukrán kvintett-ért (másodosztály, 1946) és a Tarasz Sevcsenko című film zenéjéért (első osztály, 1952)[1][18][35]
- Lengyelország állami díja (1963)[1]
- Az Ukrán SZSZK népi művésze (1968)[3]
- Lenin-rend[2]
- Tarasz Sevcsenko Nemzeti Díj posztumusz az Az aranygyűrű című operáért (1971)[36]

Zsitomirban emlékművet emeltek tiszteletére. Kijevben emléktáblát helyeztek el a házon, ahol 1944 és 1968 között lakott, és utcát neveztek el róla. A vorzeli történelmi és kulturális múzeumban egy terem viseli a nevét.
1992-ben a Kijevi Kamarakórus és egy újonnan alakult kamarazenekar Borisz Ljatosinszkij Klasszikus Zenei Együttes néven egyesültek. A harkivi zeneiskola szintén az ő nevét viseli. 2020-ban a harkivi zenei fesztivál keretén belül elindították a Borisz Ljatosinszkij Fiatal Zeneszerzők Versenyét. 2022-ben az OperaVision streamerszolgáltató Ljatosinszkij Az aranygyűrű című művét tűzte műsorra az opera világnapján hét ország zenei intézményeinek a közreműködésével.

## Művei
Ljatosinszkij számos különböző műfajú művet írt, köztük öt szimfóniát, szimfonikus költeményeket, kisebb zenekari és vokális műveket, két operát, kamarazenét illetve zongoradarabokat. Közel 50 dalt írt, és négy vonósnégyest alkotott 1915-ben, 1922-ben, 1928-ban és 1943-ban. Legkorábbi műveire Szkrjabin és Sergey Rachmaninov expresszionizmusa hatott. Ljatosinszkij modern európai stílusban és technikával alkotott, ügyesen kombinálva ezeket az ukrán témákkal. Amikor 1940-ben Dmitrij Sosztakovics látogatást tett a Szovjet Zeneszerzők Szövetsége kijevi fiókjánál, Ljatosinszkij és Levko Revuckij zenéjét emelte ki  a „magas szintű kézművesség” miatt, amely „kellemesen lenyűgözte”. a második világháború után Ljatosinszkijt formalizmussal és degeneratív művészet alkotásával vádolták meg.
Ljatosinszkij fő művei Az aranygyűrű és Scsorsz című operái, az öt szimfónia, a Nyitány ukrán népi témákra (1926), a Tarasz Sevcsenko (1952) és Rómeó és Júlia (1955) című szvitek, a Grazsina című szimfonikus költemény (1955), a Szláv zongoraverseny (1953), valamint Glière hegedűversenyének befejezése és hangszerelése (1956). Szerzett filmzenét is, többek között a Karmeljuk (1931), Ivan (1932) Tarasz Sevcsenko (1951), Ivan Franko (1956) és Grigorij Szkovoroda (1959) című filmekhez.

### Szimfóniák

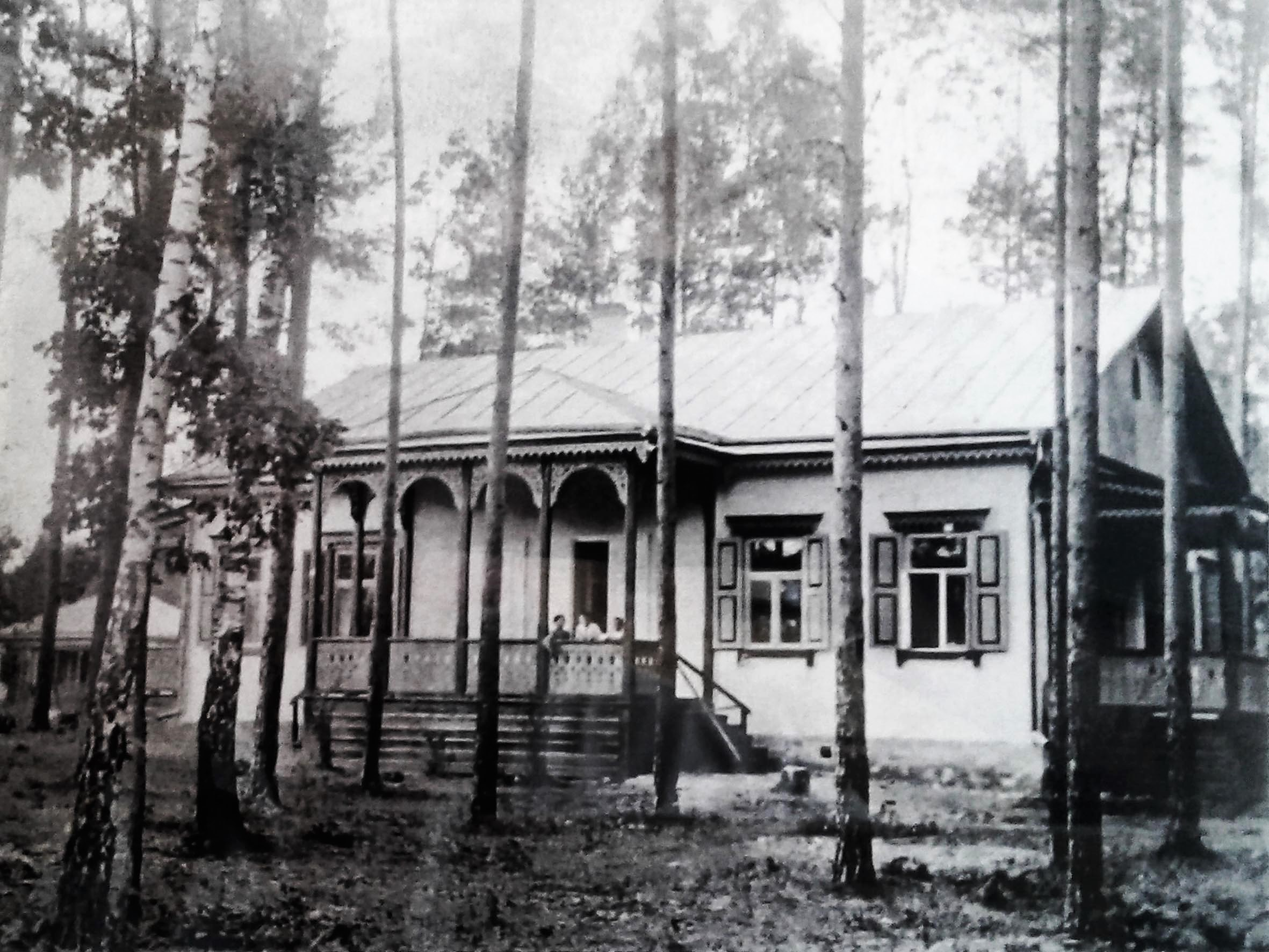
A család dácsája Vorzelben 1910-ben; itt írta Ljatosinszkij a szimfóniáit

Ljatosinszkij szimfóniái „tükrözik megírásuk időszakának feszültségeit.” Az 1. szimfónia (1918–1919), amelyet zeneszerzői záróvizsgájára írt, amikor Szkrjabin és Wagner hatása alá került, sokkal dallamosabb a későbbi négynél. Az 1923-ban Glière vezényletével bemutatott mű az 1999-ben megjelent The Penguin Guide to Compact Discs szerint „jól kidolgozott, magabiztos” alkotás. Víziója a háborúról hasonló ahhoz, amit Nyikolaj Mjaszkovszkij 5. szimfóniája tartalmaz. Ferrucio Tammaro zenetörténész szerint a szimfónia fináléja „nem csak dinamikus, hanem hősies is, szoros összhangban a kialakulóban lévő szovjet szimfonizmus ízlésével.”
A 2. szimfónia (1935–1936) zenéje úgy értelmezhető, hogy a szovjet élet valóságát ábrázolja, gyakran atonalitást használva. A hagyományos három tételes szerkezetben írt mű tele van kontrasztokkal. Ezt a romantikus művet a cenzúra miatt csak 1964-ben mutatták be.
A harcias 3. szimfónia (1951–1954), első tételét Sosztakovics jobban ismert 7. szimfóniájához hasonlítják, de többi részei, például a második tétel kezdete vagy a mű vége, ahol a nyitó tételben hallott népdal rézfúvósok és harangok kíséretével tér vissza, egyéni módon lírai, hangszerelése fantáziadús. Szimfóniái közül ez a leghosszabb és talán a legnépszerűbb, és ugyanolyan lírai, mint az első. A The Penguin Guide to Compact Discs szerint a 3. szimfónia „erősen igyekszik, hogy jó szovjet szimfónia legyen”; a mű magabiztosan hangzó fináléja pont azt a célt szolgálja, hogy az alkotás politikailag elfogadható legyen.
Ljatosinszkij utolsó két szimfóniája teljesen különbözik az előzőektől. Valentin Szilvesztrov zeneszerző, Ljatosinszkij tanítványa visszaemlékezései szerint a Ljatosinszkij az utolsó két szimfónia írása közben „olyannak tűnt, mint aki más bolygóról érkezett.” Marianna Kopicja muzikológus szerint az ukránok a két művet a modern ukrán zenei kultúra csúcspontjának tekintik. A 4. szimfónia (1963)  atonális jellege miatt kihívást jelent a hallgatónak, és az előző műveknél sokkal inkább emlékeztet Sosztakovicsra. A lassú második tétel sötéten kezdődik, de ezt egy harangokkal kísért kórus követi és egy celesta, amely Bruges városát írja le, "egy rövid, de igazán kísérteties találmány."
Az 5. "szláv" szimfónia (1965–1966)), orosz ortodox liturgikus zenét is tartalmaz; zenéje sokkal inkább posztnacionalista jellegű, mint a szerzőnek ugyanebben az időszakban írt művei. A mű főtémája egy orosz népdal, a melléktéma egy jugoszláviai dal. Glière 3. szimfóniájához hasonlóan a legendás orosz harcosra, Ilja Muromecre utal.

### Operák és kórusművek
1937–1938-ban írta Scsorsz című operáját, 1939-ben az Ünnepélyes kantátá-t. 1927-ben hangszerelte Mikola Liszenko Enejida című 1910-es vígoperáját, 1936–1937-ben pedig Liszenko Tarasz Bulba című operáját. Ez utóbbiból 1964-ben Lev Revuckijjal együtt új, rövidebb és áthangszerelt változatot készítettek.
1930-ban bemutatott, Az aranygyűrű című operája az ukrán történelmi opera legjelentősebb darabja a 20. század első felében. A zene és a librettó történelmi, mitológiai és társadalmi témákat ölel fel, és Ljatosinszkij zenéje szervesen ötvözi a kortárs zenei kifejezésmódot az ukrán népi motívumokkal. Az aranygyűrű volt az első zenekari szimfonikus mű az ukrán opera történetében. Egy kísérleti időszak végén jelent meg, aminek a sztálinizmus vetett véget. Az elkövetkező három évtizedben az opera nem tudott meggyökerezni a repertoárban.

### Egyéb művek
A kritikusok dícsérték Ljatosinszkij kisebb lélegzetű műveit, mint például a 2. vonósnégyesből az Intermezzo (1922) és az 1964-ben Glière emlékére írt elégia.

## Hatása és emlékezete
Ljatosinszkij a 20. század egyik legelismertebb és legbefolyásosabb ukrán zeneszerzője, és az ukrán modern zenei iskola egyik kulcsfigurája. A The New Grove Dictionary of Music and Musicians szerint egyike annak a három ukrán művésznek, akik a 20. század első felében nemzetközi elismerést szereztek, és a legkiválóbb ukrán zeneszerző Dmitrij Bortnyanszkij 1825-ben bekövetkezett halála óta.
Tanítványai között voltak Ihor Belza, Ihor Samo, Roman Verescsahin, Olekszandr Kanerstejn, Hlib Taranov, Miroszlav Szkorik, Jevhen Sztankovics, Leszja Dicsko, Leonyid Hrabovszkij, Ivan Karabic és Szilvesztrov, aki egy szimfóniát ajánlott tanárának. Ljatosinszkij tanítási módszerét az jellemezte, hogy a diákjainak meg kellett tanulniuk önállóan gondolkodni.
Barátjával és tanárával, Glière-rel folytatott levelezését 2002-ben adták ki. 2018. október 28-án a kijevi Szent Katalin lutheránus templomban koncertet rendeztek Ljatosinszkij kórusműveiből; ez volt az első gyűjtemény a zeneszerző kórusműveiből Ukrajna függetlenségének elérése óta.

## Fordítás
Ez a szócikk részben vagy egészben  a   Borys Lyatoshynsky című angol Wikipédia-szócikk ezen változatának fordításán alapul.  Az eredeti cikk szerkesztőit annak laptörténete sorolja fel. Ez a jelzés csupán a megfogalmazás eredetét és a szerzői jogokat jelzi, nem szolgál a cikkben szereplő információk forrásmegjelöléseként.